# Venedigersiedlung
Venedigersiedlung ist ein Ortsteil der Gemeinde Neukirchen am Großvenediger und liegt zwischen dieser und Wald im Pinzgau im  Bezirk Zell am See (Pinzgau), Salzburger Land.

## Geographie
Etwa einen Kilometer östlich liegt Neukirchen am Großvenediger. Der Ortsteil liegt direkt nördlich an der Gerlos Straße (B165) und hat etwa eine Fläche von 0,4 km².

### Geografische Lage

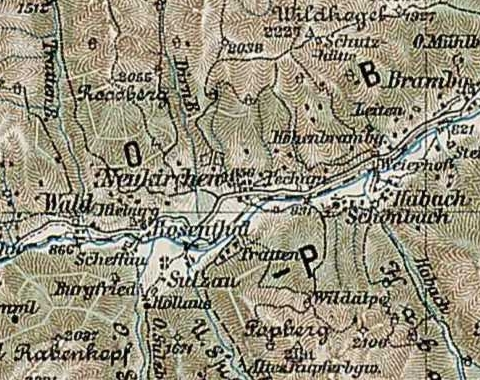
Neukirchen. Franzisco-Josephinische Landesaufnahme, Blatt 30–47 Bruneck, um 1900

Die Siedlungen liegen am südwestlichen Fuße des Wildkogels im oberen Salzachtal, am linken – nördlichen, sonnseitigen – Ufer der Salzach. Zuflüsse der Salzach sind vom Norden her, aus den Kitzbüheler Alpen kommend, der Trattenbach und der Dürnbach, von Süden her, in den Hohen Tauern entspringend, der Obersulzbach und der Untersulzbach.
Im Westen trennt der Trattenbach Neukirchen von Wald im Pinzgau, im Norden stellen die Kitzbüheler Alpen eine natürliche Grenze zu den beiden Tiroler Gemeinden Westendorf und Kirchberg in Tirol im Bez. Kitzbühel dar. Vom Wildkogel bis in die Hohen Tauern hinein verläuft die Ostgrenze zur Gemeinde Bramberg. Jener Teil des Gemeindegebietes, welcher sich in den Hohen Tauern befindet,  umfasst neben den beiden Tauerntälern, Untersulzbachtal und Obersulzbachtal, mit dem Großvenediger (3657 m) auch den höchsten Berg des Bundeslandes. In den Tauern liegen auch die Grenzen zu den Nachbargemeinden Prägraten am Großvenediger und Matrei in Osttirol im Bezirk Lienz, Tirol, sowie zur Gemeinde Krimml.

### Nachbarorte
Der Ortsteil ist umschlossen von der Gemeinde Neukirchen. Der nächste Ort in westlicher Richtung ist Wald im Pinzgau.

### Verkehrsanbindungen
Der Postbus 670 hält bei den Einfahrten zu den Ortsteilen auf der Bundesstraße B165.
Die Pinzgauer Lokalbahn (früher Pinzgaubahn, auch Krimmler Bahn) ist eine Schmalspurbahn mit einer Spurweite von 760 Millimetern (Bosnische Spurweite) im österreichischen Bundesland Salzburg.
Die seit 1. Juli 2008 im Eigentum des Landes Salzburg stehende ehemalige ÖBB-Strecke wird von der Salzburg AG unter der Bezeichnung SLB Pinzgauer Lokalbahn betrieben. Sie verläuft mit knapp 53 Kilometer Länge im Tal der Salzach zwischen Zell am See und Vorderkrimml durch die Hochgebirgsregion des Salzburger Pinzgaus.

## Geschichte
Die Siedlung war bis etwa 1990 von alten Bauernhäusern geprägt. Anschließend wurde mit modernen Häusern die Siedlung erweitert. Westlich von der Siedlung ist die Burgruine Hieburg.
Neukirchen war bis 2002 Teil des Gerichtsbezirks Mittersill und gehört seit 2003 zum Gerichtsbezirk Zell am See.
Gemeinsam mit acht anderen Oberpinzgauer Gemeinden bildet Neukirchen den Regionalverband Oberpinzgau.